# Outeiro de Rei
Pour les articles homonymes, voir Outeiro.
Outeiro de Rei est une commune de la province de Lugo en Espagne située dans la communauté autonome de Galice.